# Sapian
Sapian (Bayan ng Sapian) är en kommun i Filippinerna. Kommunen ligger på ön Panay, och tillhör provinsen Capiz. Folkmängden uppgår till 25 316 invånare.
Sapi-an är indela i 10 barangayer.